# Cephalophus leucogaster
Cephalophorus leucogaster, syn. Cephalophus leucogaster (білочеревий дуїкер) — вид парнокопитних ссавців родини Бикові (Bovidae). Це невелика антилопа, що мешкає в Центральній Африці, в лісах Камеруну, ЦАР, Республіки Конго, ДР Конго, Екваторіальної Гвінеї та Габону. Імовірно, вид вимер в Уганді.